# Antonio Pica
Pour les articles homonymes, voir Pica.
Antonio de la Santísima Trinidad Pica Serrano, né à Jerez de la Frontera (Espagne) le 21 mars 1933 et mort à El Puerto de Santa María (Espagne) le 26 avril 2014, est un acteur espagnol.

## Biographie
Pica est mort en 2014, à l'hôpital de El Puerto de Santa María, en Espagne.

## Filmographie partielle
- 1966 : Jerry Land, chasseur d'espions (Anónima de asesinos) de Juan de Orduña
- 1967 : Tire encore si tu peux (Se sei vivo, spara) de Giulio Questi (non crédité)
- 1967 : Deux Croix pour un implacable ( Dos cruces en Danger Pass) de Rafael Romero Marchent
- 1967 : L'homme qui a tué Billy le Kid (El Hombre que mató a Billy el Niño) de Julio Buchs
- 1967 : Bandidos de Massimo Dallamano
- 1968 : Ringo le vengeur (Dos hombres van a morir) de Rafael Romero Marchent : shérif
- 1968 : Satanik de Piero Vivarelli
- 1969 : Le Clan des frères Mannata (¡Viva América!) de Javier Setó
- 1969 : Les Quatre Desperados (Los desperados) de Julio Buchs : Sam
- 1970 : Quand Satana empoigne le colt (Manos torpes) de Rafael Romero Marchent
- 1971 : La Folie des grandeurs de Gérard Oury
- 1971 : La Grande Chevauchée de Robin des Bois de Giorgio Ferroni
- 1972 : Voyages avec ma tante (Travels with My Aunt) de George Cukor
- 1972 : La novicia rebelde de Luis Lucia Mingarro : M. Miranda
- 1973 : Le Bossu de la morgue (El jorobado de la Morgue) de Javier Aguirre
- 1973 : La Vengeance des zombies (La rebelión de las muertas) de León Klimovsky
- 1975 : Ah sì? E io lo dico a Zzzzorro! de Franco Lo Cascio : Major André de Colignac